# 蒙西圣皮埃尔
蒙西圣皮埃尔（法語：Montcy-Saint-Pierre，法語發音：[mɔ̃si sɛ̃ pjɛʁ]）是法国阿登省的一个旧市镇。1966年，蒙西圣皮埃尔与邻近的4个市镇合并为市镇沙勒维尔-梅济耶尔。

## 地理
蒙西圣皮埃尔（49°46'31.80"N, 4°44'3.96"E）位于法国大東部大區阿登省，该省份为法国北部内陆省份，西接埃纳省，南至马恩省，东临默兹省，北与比利时接壤。
蒙西圣皮埃尔的时区为UTC+01:00、UTC+02:00（夏令时）。

## 行政
蒙西圣皮埃尔的邮政编码为08000，INSEE市镇编码为08105。

## 人口
蒙西圣皮埃尔于1962年时的人口数量为2978人。